# Seznam reliéfů a sgrafit v Českých Budějovicích
Seznam reliéfů a sgrafit v Českých Budějovicích obsahuje exteriérové reliéfy, obrazová sgrafita, mozaiky a další dekorační prvky umístěné především na budovách. Neuvádí jednorázově vystavené objekty. Samostatně jsou zpracované:
- Seznam pomníků v Českých Budějovicích, který zahrnuje sochy fungující jako pomník či památník (mnohdy jde o sochy reálných osob)
- Seznam drobných sakrálních památek v Českých Budějovicích, který zahrnuje sochy světců a biblických postav
- Seznam soch v Českých Budějovicích, který zahrnuje ostatní sochy a plastiky, jejichž účelem je většinou dekorace, umělecké vyjádření nebo symbolika

## Reliéfy
| Objekt                                           | Obrázek                        | Umístění                | Autor                        | Datum  | Galerie                                                                                              | Popis |
| ------------------------------------------------ | ------------------------------ | ----------------------- | ---------------------------- | ------ | --- | --- |
| Dekorativní betonová zídka (Q106839684)          | zídka                          | Kubatova 1              | Ladislav Konopka (architekt) | 1976   | Kategorie „Dekorativní betonová zídka (České Budějovice)“ na Wikimedia Commons                       | Od severního rohu tělocvičny k sadu. |
| městský znak na katedrále (Q117829725)           | reliéf                         | katedrála sv. Mikuláše  |                              | 1912   | Kategorie „Znak Českých Budějovic na katedrále svatého Mikuláše“ na Wikimedia Commons                | Reliéf městského znaku na severní straně katedrály (nad vstupem do děkanské sakristie). |
| městský znak na nové radnici                     | reliéf                         | Nová radnice            |                              | ≥1905? | | Reliéf městského znaku mezi balustrádami na průčelí budovy. |
| na domě s pečovatelskou službou (Q106840024)     | reliéf                         | Plzeňská 2217/46        |                              | ~1970  | Kategorie „Reliéf na domě s pečovatelskou službou (Plzeňská, České Budějovice)“ na Wikimedia Commons | |
| na domě č. 3 v Kněžskodvorské ulici              | reliéf                         | Kněžskodvorská 771/3    |                              | ~195x  | | Mělká nika je též nad vchodem domu č. 13, není však ničím osazená. |
| na domě č. 1 v Otakarově ulici                   | reliéf                         | Otakarova 2007/1        |                              |        | | |
| na domě č. 3 v Otakarově ulici                   | reliéf                         | Otakarova 2008/3        |                              |        | | |
| na domě č. 5 v Otakarově ulici                   | reliéf                         | Otakarova 2009/5        |                              |        | | |
| Jihočeské nokturno (Q107177902)                  | reliéf                         | Lidická 1625/156        | Tomáš Proll                  | 1987   | Kategorie „Reliéf na sídle Jednoty, Lidická 1625/156“ na Wikimedia Commons                           | Reliéf byl původně umístěn na Jednotě na Hluboké nad Vltavou. Před jejím zbouráním v roce 2010 byl sejmut autorem, zrestaurován a přemístěn na sídlo Jednoty v Českých Budějovicích. |
| Justiční palác (Q134988313)                      | reliéf                         | Goethova 1929/1         |                              | 1903   | Kategorie „Reliéf s anděli (České Budějovice)“ na Wikimedia Commons                                  | Reliéf s anděli nad západním portálem Justičního paláce, z ulice F. A. Gerstnera (dnes vazební věznice). |
| na Zemědělské fakultě JU (Q106746726)            | jeden z reliéfů                | Studentská 1668         | Ladislav Konopka (architekt) | ~1974? | Kategorie „Reliéfy na Zemědělské fakultě Jihočeské univerzity“ na Wikimedia Commons                  | Sada čtyř velkých a šesti menších desek s vyobrazením stylizovaných zvířecích a rostlinných motivů ve stylu jeskynní kresby. |
| Rodina a práce 13257/3-5412 (PkMIS) (Q106501063) | Rodina a práce                 | U Černé věže 69/1       | Břetislav Benda              | 1936   | | Bronzový reliéf nad vchodem do Záložny českobudějovické, dnes spořitelny. |
| Terakotové masky                                 | Masky                          | Solnice                 |                              | 1531   | | Tři v průčelí a čtvrtá viditelná od Slepého ramene. Eduard Herold o nich uvádí: „Do zevnějšku stavení toho jsou tři kamenné hlavy vezděny, o kterých se ani dost málo říci nemůže, žeby byly uměle vyvedeny; jsouť to ale také jen hlavy tří lupičů, kteří se byli do klášterního kostela vedrali, avšak dopadeni a odpraveni byli.“ |
| U Ferusů (Q112148294)                            | reliéfy na domě U Ferusů       | Senovážné náměstí 230/6 | Edwin Schopenhauer           | 1930   | Kategorie „Reliéfy U Ferusů“ na Wikimedia Commons                                                    | Údajný autor. Reliéfy znázorňující povoz a plachetnici v průčelí domu U Ferusů. |
| U Pražské brány                                  | reliéf na domě U Pražské brány | Na Mlýnské stoce 282/11 |                              | 1927   | | Reliéf znázorňující Pražskou bránu, která uzavírala Krajinskou třídu d roku 1867. |
| U Smetanů                                        | reliéf na domě U Smetanů       | Karla IV. 417/12        |                              | 1915   | | Reliéf znázorňující Barvířský dům, který na místě domu U Smetanů stál do roku 1915. |

## Sgrafita

### Renezanční
Seznam není kompletní.
| Objekt        | Obrázek | Umístění        | Autor                | Datum | Galerie                                                           | Popis |
| ------------- | ------- | --------------- | -------------------- | ----- | ----------------------------------------------------------------- | ----- |
| Hroznová 22   |         | Hroznová 312/22 |                      |       | Kategorie „Hroznová 22 (České Budějovice)“ na Wikimedia Commons   |       |
| Kanovnická 2  |         | Kanovnická 76/2 |                      | 1568  | Kategorie „Kanovnická 2 (České Budějovice)“ na Wikimedia Commons  |       |
| Kneisslův dům |         | Kněžská 373/10  | Vincenc Vogarelli(?) | 1557  | Kategorie „Kneisslův dům (České Budějovice)“ na Wikimedia Commons |       |

### Novodobá
| Objekt                                                     | Obrázek | Umístění                      | Autor                         | Datum  | Galerie                                                                       | Popis |
| ---------------------------------------------------------- | ------- | ----------------------------- | ----------------------------- | ------ | ----------------------------------------------------------------------------- | --- |
| Doudlebské dožínky                                         |         | Fráni Šrámka 1388/54          | Ota Matoušek                  | 1955   |                                                                               | V roce 2020 překryto zateplením (zničeno). |
| městský znak 17023/3-853 (PkMIS) (Q108910640)              |         | Vodárenská věž                | Richard Kristinus             | 1882   | Kategorie „Coat of arms (Water tower, České Budějovice)“ na Wikimedia Commons | |
| na domě v Otakarově ulici                                  |         | Otakarova 2007/1 – 2009/5     |                               |        |                                                                               | |
| na Grandu                                                  |         | Hotel Grand Nádražní 127/27   | projekt V. a F. Kavalírové    | 1909   |                                                                               | Secesní sgrafita se nedochovala, zanikla při rekonstrukci v letech 1982–1989. |
| na konzervatoři (Q104823258)                               |         | Konzervatoř                   | Karel Štěch Jiří Müller       | 1981   | Kategorie „České Budějovice artwork (Karla IV. 478)“ na Wikimedia Commons     | Sgrafito vyobrazující českobudějovické náměstí vzniklo na zadním traktu budovy Kanovnická 391/22 (od roku 1990 konzervatoř), který je novodobě využíván Střední školou obchodní se samostatnou adresou Karla IV. 478. |
| na planetáriu (Q107182894)                                 |         | planetárium                   | Jan Halla                     | ~1971? | Kategorie „Sgrafito Oběžné dráhy planet, Jan Halla“ na Wikimedia Commons      | Oběžné dráhy planet. |
| na telekomunikační budově                                  |         | Pražská 2239/16               | Jaroslav Koliha Antonín Malec | ~1975  |                                                                               | Abstraktní malba (vitruviánský člověk nebo vazba vesmíru a spojů), též sochařsky ztvárněná markýza pod malbou. |
| na ZŠ Matice Školské 44639/3-5734 (PkMIS) (Q107447978)     |         | Matice školské 62/3           | Jan Halla                     | 1956   | Kategorie „Sgrafito na ZŠ Matice školské“ na Wikimedia Commons                | Neorenezanční. Sedm zdobených štítů a čtyři portréty (Jan Amos Komenský, Jan Hus, Tomáš Štítný ze Štítného a Mistr Kampan).                                                                                           |
| Výjevy z vědy a techniky 44612/3-5729 (PkMIS) (Q107028786) |         | SPŠ Dukelská 260/13           | Jan Halla                     | 1956   | Kategorie „Sgrafito na SPŠ strojní a elektronické“ na Wikimedia Commons       | Tři motivy s elektřinou, směrem do ulice Vrchlického nábřeží. |
| Výlov (Q104823513)                                         |         | Čechova 449/28                | Jan Halla                     | 1954   | Kategorie „Sgrafito v Havlíčkově“ na Wikimedia Commons                        | [ 6 ] |
| v Hroznové 44601/3-5725 (PkMIS) (Q31858234)                |         | Kristinusův dům Hroznová 65/1 | Richard Kristinus             | 1898   | Kategorie „Hroznová 1 (České Budějovice)“ na Wikimedia Commons                | Neorenezanční sgrafita a dvě štukové kartuše s portréty. |

## Mozaiky
| Objekt                        | Obrázek          | Umístění                  | Autor                           | Datum     | Galerie                                                           | Popis |
| ----------------------------- | ---------------- | ------------------------- | ------------------------------- | --------- | ----------------------------------------------------------------- | --- |
| ?                             |                  | Expo Lidická tř. 134/9    | Jan Cihla Bohumil Dobiáš st.    | ~1961     |                                                                   | Keramická mozaika, motiv postavy směrem k Lidické třídě. Odstraněno při rekonstrukci budovy (snad kolem roku 2010). |
| Děti                          |                  | Expo Lidická tř. 134/9    | Jan Cihla Bohumil Dobiáš st.    | ~1961     |                                                                   | Keramická mozaika, motiv dětí, směrem do parku. Odstraněno při rekonstrukci budovy (snad kolem roku 2010). |
| na Juvelu (Q106843228)        |                  | Juvel Průběžná 2125/6     |                                 | ~1970     | Kategorie „Mozaika na Juvelu“ na Wikimedia Commons                | Trojice stromů, pět ptáků, kočka, jablko(?) |
| Merkur (Q134695213)           | mozaika          | Husova tř. 1846/9         | Viktor Foerster František Tesař | 1908 2003 | Kategorie „Merkur (mosaic, České Budějovice“ na Wikimedia Commons | Mozaika Merkura (též zvaná Modrý Merkur) na původně České obchodní škole (později sídlu Obchodní a průmyslové komory, dnes Jihočeské hospodářské komory). Původní mozaika zanikla v 50. letech 20. století. Znovuobnovena Františkem Tesařem roku 2003 podle jediné dochované fotografie, návrhu výtvarného řešení fasády od Viktora Foerstera a průzkumu lůžka zničené mozaiky. Pod motivem Merkura je umístěná menší mozaika s letopočtem 1908. |
| Sedes sapientiae (Q134727454) | Sedes sapientiae | Petrinum                  | Pantaleon Major Viktor Foerster | 1904      | Kategorie „Mosaic on Petrinum“ na Wikimedia Commons               | Návrh Pantaleona Majora, realizace Viktora Foerstera v letech 1903–1904. Složena z několika polí, hlavní zobrazuje Pannu Marii ve stylu Sedes sapientiae a vlevo klečícího Václava Klementa Petra. Dolní pole vyobrazuje Ježíše Krista. |
| ?                             |                  | Regina Lidická tř. 439/78 | Miloslav Cicvárek               | ~1964     |                                                                   | Odstraněno při rekonstrukci budovy. |

## Dekorativní mříže
| Objekt                                 | Obrázek | Umístění                   | Autor                    | Datum  | Galerie                                                                       | Popis |
| -------------------------------------- | ------- | -------------------------- | ------------------------ | ------ | ----------------------------------------------------------------------------- | --- |
| mříž kaple u sv. Mikuláše (Q105815006) | mříž    | katedrála svatého Mikuláše | Richard Klenka           | 1912   | Kategorie „Category:Kaple u svatého Mikuláše“ na Wikimedia Commons            | Mříž pro kapli se sochou Krista klesajícího pod křížem |
| mříž krematoria (Q107435810)           | mříž    | Pražská 2275/108           | Libor Wagner (Q95556643) | 1979   | Kategorie „Dekorativní mříž krematoria České Budějovice“ na Wikimedia Commons | Mříž hlavní brány |
| mříž u Voříškova dvora                 |         | Strakonická                |                          | ≥1984  |                                                                               | Na zastávce Voříškův dvůr, vandalizována, kolem roku 2019 nahrazena novou funkční mříží.                                                                             |
| mříž do dvora Wortnerova domu          | mříž    | Hradební                   |                          |        |                                                                               | Mříž brány v Hradební ulici umožňuje průhled do dvora galerie, vstup do budovy je však z ul. U Černé věže.                                                           |
| mříž v klášterní předzahrádce          | mříž    | Piaristické náměstí        |                          | ~1983? |                                                                               | Mříž v bráně klášterní předzahrádky, instalovaná snad při rekonstrukci 1982-1984 (architektonický návrh Vojtěcha Storma), byla odstraněn při rekonstrukci roku 2020. |